# 3-하이드록시프로피온산 이중회로
3-하이드록시프로피온산 이중회로(영어: 3-hydroxypropionate bicycle) 또는 3-하이드록시프로피온산 회로(영어: 3-hydroxypropionate cycle) 또는 3-하이드록시프로피온산 경로(영어: 3-hydroxypropionate pathway)는 일부 세균에서 이산화 탄소를 고정하여 3-하이드록시프로피온산을 생성하는 대사 경로이다. 이 경로에서 CO2는 아세틸-CoA 카복실화효소 및 프로피오닐-CoA 카복실화효소의 2가지 효소의 작용에 의해 고정된다. 이들 효소는 각각 말로닐-CoA 및 (S)-메틸말로닐-CoA를 생성한다. 일련의 반응에서 말로닐-CoA는 아세틸-CoA와 글리옥실산으로 대사된다. 글리옥실산 β-메틸말릴-CoA로 변환된 후, 일련의 반응을 통해 다시 분해되어 피루브산 및 아세틸-CoA로 전환되고, 아세틸-CoA는 다시 회로를 작동시키는데 사용된다. 이 경로는 비황 광합성 세균인 클로로프렉수스 아우란티아쿠스(Chloroflexus aurantiacus)에서 증명되었지만, 다른 연구에서는 3-하이드록시프로피온산 이중회로가 여러 화학합성 고균에 의해 이용됨을 시사하고 있다.

## 같이 보기
- 탄소 고정